# 尼古拉斯反应
尼古拉斯反应（Nicholas reaction），是指八羰基二钴配体稳定的炔丙基位碳正离子与一系列亲核试剂进行的亲核取代反应。